# SN 2002hb
SN 2002hb – supernowa typu Ia odkryta 11 września 2002 roku w galaktyce A225603+1337. W momencie odkrycia miała maksymalną jasność 18,70m.